# Odroid
Odroid est le nom d'une série d'ordinateurs monocartes, orientées développement, développé par la société coréenne Hardkernel, et fonctionnant principalement autour de system-on-a-chip d'architecture ARM Samsung Exynos.
Le premier produit sorti (« Odroid » en 2009) est un prototype de console de jeux sous Android OS v1.5 qui est resté au stade de prototype. Le plus récent est l'ODROID-N2, sorti en 2019.

## Modèles

### Actuellement en vente
| Nom        | Image | Année | CPU                                                                               | GPU                                                                           | RAM                                                                 | Stockage | USB                                                                 | Sortie Video                                                          | Entrée Audio            | Sortie Audio                                                         | Réseau                                   | Périphériques                                        | Alimentation                                              | Taille carte                                      | OS                                                                            |
| ---------- | ----- | ----- | --------------------------------------------------------------------------------- | ----------------------------------------------------------------------------- | ------------------------------------------------------------------- | --- | ------------------------------------------------------------------- | --------------------------------------------------------------------- | ----------------------- | -------------------------------------------------------------------- | ---------------------------------------- | ---------------------------------------------------- | --------------------------------------------------------- | ------------------------------------------------- | ----------------------------------------------------------------------------- |
| ODROID-M1+ |       | 2022  | Rockchip RK3568B2, 4× ARM Cortex-A55 à 1.992 GHz                                  | Mali-G52 MP2                                                                  | 4 GB ou 8 GB de LPDDR4 DRAM                                         | 1 x SATA 3.0 eMMC5.1 microSD 42mm M.2 NVMe (PCIe M-key)                                                     | 2× USB 2.0 Host, 1× USB 3.0 Host, 1× USB 3.0 Host ou 1× USB 2.0 OTG | 1 x HDMI 2.0 (up to 4K@60 Hz) 1 x MIPI-DSI LCD Interface (31 pin)     | —                       | 1 x Stéréo (3.5mm jack), 1 x HDMI, 1 sortie speaker mono (1.3W à 8Ω) | 10/100/1000 Ethernet (8P8C)              | ports console UART, GPIO                             | DC 7.5V ~ 17V (up to 25W) (5.5 x 2.1 mm barrel connector) | 122 × 90 × 16mm                                   | Linux, Android                                                                |
| ODROID-C1+ |       | 2015  | Amlogic S805, 4× Cortex-A5 à 1.5 GHz                                              | Mali-450 MP2                                                                  | 1 GB DDR3 SDRAM                                                     | microSD card slot, eMMC module socket                                                                       | 4× USB 2.0 Host, 1× USB 2.0 OTG                                     | Standard HDMI connector Type-A                                        | —                       | —                                                                    | 10/100/1000 Ethernet (8P8C)              | ports console UART, IR receiver, GPIO, I²C, SPI, ADC | 5 V input from Micro-USB socket                           | 85 × 56 mm                                        | Linux, Android                                                                |
| ODROID-XU4 |       | 2015  | Samsung Exynos 5422 Cortex-A15 2.0 GHz quad-core and Cortex-A7 1.5 Ghz quad-core  | Mali-T628 MP6 (OpenGL ES 3.0/2.0/1.1 and OpenCL 1.1 Full profile)             | 2 GB LPDDR3 RAM at 933 MHz (14.9 GB/s memory bandwidth) PoP stacked | microSD card slot, eMMC5.0 HS400 Flash Storage                                                              | 1 × USB 2.0 A Host 2 x USB 3.0 Host                                 | HDMI connector 1.4a output Type-A                                     | —                       | HDMI                                                                 | 10/100/1000 Ethernet (8P8C)              | ports GPIO, UART, I²C, I²S, SPI bus, PWM ADC         | 5 V 4 A DC input (5.5 x 2.1 mm barrel connector)          | 83 x 59 x 18 mm                                   | Linux (Ubuntu, Kali Linux), Android                                           |
| ODROID-C2  |       | 2016  | Amlogic S905, Cortex-A53 (ARMv8 64bit) quad-core à 1.5 GHz                        | Mali-450 MP3 (3 Pixel +2 Vertex Shader) triple-core                           | 2 Go DDR3 SDRAM at 912 MHz                                          | microSD card slot, eMMC module socket                                                                       | 4× USB 2.0 Host                                                     | Type-A HDMI 2.0 4K/60 Hz                                              | —                       | HDMI                                                                 | 10/100/1000 Ethernet (8P8C)              | ports console UART, IR receiver, 40× GPIO, I²C, ADC  | 5 V 2 A DC input (2.5 x 0.8 mm barrel connector)          | 85 × 56 mm                                        | Linux: (Ubuntu, Arch Linux), Android—Directboot Linux, Kodi, etc. with dietpi |
| ODROID-HC2 |       | 2018  | Samsung Exynos5422 Cortex-A15 2Ghz and Cortex-A7 Octa core CPUs                   |                                                                               | 2 Go LPDDR3 RAM PoP stacked                                         | 1 x SATA-3 for 3.5inch or 2.5inch HDD/SSD                                                                   | USB 2.0 Host                                                        |                                                                       |                         |                                                                      | 1× 10/100/1000 Ethernet                  |                                                      | 12V 2A                                                    | 197 x 115 x 42 mm avec radiateur / support disque | Linux: (Ubuntu )                                                              |
| ODROID-HC4 |       | 2019  | Amlogic S905X3 (12nm) Quad-core Cortex-A55 à 1.8 Ghz (ARMv8-A)                    | Mali-G31 MP2 (650Mhz) compatible avec OpenGL ES 3.2, Vulkan 1.0 et OpenCL 2.0 | 4 Go DDR4 with 32bits Bus                                           | 2 x SATA 3.0 for 3.5inch or 2.5inch HDD/SSD 1 x slot Micro SD compatible UHS-1 1 x 128 Mo mémoire flash SPI | 1 x USB 2.0 Host                                                    | 1 x HDMI 2.0                                                          |                         |                                                                      | 1x 10/100/1000 Ethernet (RTL8211F)       | option : écran OLED                                  | 15V 4A (5.5 x 2.1mm)                                      | 84 x 90.5 x 25mm                                  | Linux: (Ubuntu)                                                               |
| ODROID-H2+ |       | 2020  | Intel Celeron J4115 (14nm) 2.4 Ghz Quad-core processor                            | Intel UHD Graphic 600 (Gen9.5 LP GTI) à 700 Mhz                               | Dual-channel Memory DDR4-PC19200 (up to 32 Go with two SO-DIMM)     | 2 x SATA 3.0 1 x M.2 NVME storage 1 x eMMC port                                                             | 2 x USB 2.0 2 x USB 3.0                                             | 1 x DisplayPort 1.2 (up to 4K à 60 Hz) 1 x HDMI 2.0 (up to 4K à 60Hz) | 1 x Stéréo (3.5mm jack) | 1 x Stéréo (3.5mm jack) 1 x SPDIF optique 1 x HDMI                   | 2 x 10/100/1000/2500 Ethernet (RTL8125B) |                                                      | DC 15V 4A (55 x 2.1mm)                                    | 110 x 110 x 47mm                                  | Ubuntu 20.04 LTS                                                              |
| ODROID-N2  |       | 2019  | Amlogic S922X quad-core ARM Cortex-A73 CPU cluster & dual core Cortex-A53 cluster | Mali-G52 GPU                                                                  | 4Go DDR4                                                            | | 4× USB 3.0 Host                                                     | 1× HDMI 2.0 1× Composite (jack 3.5 mm)                                | 1× Stereo (3.5mm jack)  | 1× HDMI Option 1× SPDIF optical                                      | 1× 10/100/1000 Ethernet                  | ports console UART, IR receiver, 40× GPIO, I²C, ADC  | 7.5V ~ 18V 12V 2A recommandé                              | 90 x 90 x 17 mm                                   | Ubuntu 18.04 LTS, Android 9                                                   |
| Nom        | Image | Année | CPU                                                                               | GPU                                                                           | RAM                                                                 | Stockage | USB                                                                 | Sortie Vidéo                                                          | Entrée Audio            | Sortie Audio                                                         | Réseau                                   | Périphériques                                        | Alimentation                                              | Taille carte                                      | OS                                                                            |

### Production stoppée
| Name                               | Image           | Année | CPU | GPU                                                                 | RAM                                                                 | Stockage                                       | USB                                                         | Sortie Vidéo                                                                          | Entrée Audio | Sortie Audio         | Réseau                      | Périphériques                                                                | Power source                                     | PCB size        | OS                          |
| ---------------------------------- | --------------- | ----- | --- | ------------------------------------------------------------------- | ------------------------------------------------------------------- | ---------------------------------------------- | ----------------------------------------------------------- | ------------------------------------------------------------------------------------- | ------------ | -------------------- | --------------------------- | ---------------------------------------------------------------------------- | ------------------------------------------------ | --------------- | --------------------------- |
| ODROID                             |                 | 2009  | Samsung S5PC100 833 MHz, Cortex-A8                                                                           |                                                                     | 512 MB DDR2                                                         | 2 GB microSD, 8 GB SDHC                        | USB, battery charging, serial port for system monitoring    | standard type-C HDTV                                                                  |              |                      | Marvell 8686 & CSR BC4-ROM  | 3-axis acceleration sensor                                                   |                                                  |                 | Android v5.1                |
| ODROID-U2                          |                 | 2012  | 1.7 GHz Exynos 4412                                                                                          | Mali-400 MP4 quad-core 440 MHz                                      | 2 GB DDR2                                                           | microSD card slot, eMMC module socket          | 2 × USB A Host, 1 × ADB/Mass storage (micro USB)            | Micro HDMI connector                                                                  |              | 3.5 mm jack and HDMI | 10/100 Ethernet (8P8C)      |                                                                              | 5 V 2 A DC input (2.5 x 0.8 mm barrel connector) | 48 × 52 mm      | Android, Ubuntu, Arch Linux |
| ODROID-X2                          | Odroid-X2 Board | 2012  | 1.7 GHz Exynos 4412                                                                                          | Mali-400 MP4 quad-core 440 MHz                                      | 2 GB DDR2                                                           | SD card slot, eMMC module socket               | 6 × USB A Host, 1 × ADB/Mass storage (Micro USB)            | Micro HDMI connector, RGB 24-bit LCD interface port                                   | Mic          | 3.5 mm jack and HDMI | 10/100 Ethernet (8P8C)      | expansion ports for GPIO, UART, I²C, SPI bus, ADC and LCD                    | 5 V 2 A DC input (2.5 x 0.8 mm barrel connector) | 90 × 94 mm      | Android, Ubuntu             |
| ODROID-U3                          |                 | 2014  | 1.7 GHz Exynos 4412 Prime                                                                                    | Mali-400 MP4 quad-core 533 MHz                                      | 2 GB LPDDR2 PoP (Package on Package)                                | microSD card slot, eMMC module socket          | 3 × USB 2.0 A Host 1 x USB 2.0 ADB/Mass Storage (Micro USB) | Micro HDMI connector                                                                  |              | 3.5 mm jack and HDMI | 10/100 Ethernet (8P8C)      | expansion ports for GPIO, UART, I²C, SPI bus, PWM ADC and LCD                | 5 V 2 A DC input (2.5 x 0.8 mm barrel connector) | 83 × 48 mm      | Android, Ubuntu, Arch Linux |
| ODROID-XU                          |                 | 2013  | Exynos 5410 Octa big.LITTLE ARM Cortex-A15 à 1.6 GHz quad-core and ARM Cortex-A7 à 1.2 GHz quad-core CPUs    | PowerVR SGX544MP3 (OpenGL ES 2.0, OpenGL ES 1.1, and OpenCL 1.1 EP) | 2 GB LPDDR3 PoP (Package on Package)                                | microSD card slot, eMMC 4.5 module socket      | 4 × USB 2.0 A Host 1 x USB 3.0 Host, 1 x USB 3.0 OTG        | Micro HDMI connector 1.4a output Type-D, MIPI DSI and touchscreen I²C ports           |              | 3.5 mm jack and HDMI | 10/100 Ethernet (8P8C)      | expansion ports for GPIO, UART, I²C, SPI bus, PWM ADC and LCD                | 5 V 4 A DC input (5.5 x 2.1 mm barrel connector) | 94 × 70 × 18 mm | Android, Ubuntu             |
| ODROID-XU3/XU3-Lite                |                 | 2014  | Exynos 5422 Octa big.LITTLE ARM Cortex-A15 à 2.0 GHz (Lite à 1.8 GHz) quad-core and Cortex-A7 quad-core CPUs | Mali-T628 MP6 (OpenGL ES 3.0/2.0/1.1 and OpenCL 1.1 Full profile)   | 2 GB LPDDR3 RAM at 933 MHz (14.9 GB/s memory bandwidth) PoP stacked | microSD card slot, eMMC5.0 HS400 Flash Storage | 4 × USB 2.0 A Host 1 x USB 3.0 Host, 1 x USB 3.0 OTG        | Micro HDMI connector 1.4a output Type-D, Integrated power consumption monitoring tool |              | 3.5 mm jack and HDMI | 10/100 Ethernet (8P8C)      | expansion ports for GPIO, UART, I²C, SPI bus, PWM ADC and LCD                | 5 V 4 A DC input (5.5 x 2.1 mm barrel connector) | 94 × 70 × 18 mm | Android, Ubuntu             |
| ODROID-W (W for Wearable computer) |                 | 2014  | Broadcom BCM2835 ARM11 à 700 MHz                                                                             | Broadcom VideoCore IV                                               | 512 MB DDR2 SDRAM                                                   | microSD card slot, eMMC module socket          | 1 x USB 2.0 Host                                            | Micro HDMI connector 1.4a output Type-D                                               |              |                      |                             | expansion ports for GPIO, MIPI input for camera, PWM ADC and real-time clock | 5 V input from Micro-USB socket                  | 60 x 36 mm      |                             |
| ODROID-C1                          |                 | 2014  | Amlogic S805, 4× Cortex-A5 à 1.5 GHz                                                                         | Mali-450 MP2                                                        | 1 GB DDR3 SDRAM                                                     | microSD card slot, eMMC module socket          | 4× USB 2.0 Host, 1× USB 2.0 OTG                             | Micro HDMI connector Type-D                                                           | —            | —                    | 10/100/1000 Ethernet (8P8C) | expansion ports for console UART, IR receiver, GPIO, I²C, SPI, ADC           | 5 V 2 A DC input (2.5 x 0.8 mm barrel connector) | 85 × 56 mm      | Linux, Android              |
|                                    |                 | 2018  | | Intel UHD Graphics (Gen9.5) 600 (GT1) 700Mhz                        | Dual-channel Memory DDR4-PC19200 (up to 32GB)                       |                                                |                                                             | 1 x DisplayPort 1.2 (up to 4K à 60Hz) 1 x HDMI 2.0 (up to 4K à 60Hz                   |              |                      | 2x 10/100/1000 Ethernet     |                                                                              |                                                  |                 |                             |

## Aspects logiciels

### Système d'exploitation
- Distributions Linux :
  - Ubuntu : Odroid C1/C1+/C0[15], C2[16], XU3/XU4[17]
  - Armbian : Odroid C2, XU4, N2
  - Kali Linux : C1[18], C2, XU3/XU4[19]
  - Android : Odroid C1/C1+/C0[20], C2[21], XU3/XU4[22]
  - Archlinux Arm[23] : Odroid C1[24], C2[25], XU3[26], XU4
- Distributions médias center :
  - Libreelec[27] : Odroid C2 « https://libreelec.tv/ »(Archive.org • Wikiwix • Archive.is • Google • Que faire ?) (consulté le 9 juin 2017)
- Distributions audio :
  - Volumio[28] : Odroid C1/C2
  - Runeaudio[29] : Odroid C1

- Distributions pour le rétrogaming (émulation) :
  - RetroPie[30] : Odroid C1/C1+[31]
  - Happi game center[32] : Odroid C1
  - Lakka[33] : Odroid C1/XU3/XU4
  - Recalbox : Odroid XU4/C2
  - batocera.linux : Odroid XU4/C2/N2/Odroid go advance